# Hugues Alexandre Joseph Meunier
Hugues Alexandre Joseph Meunier (Montlluís, 23 de novembre del 1751 - Poitiers, 9 de desembre del 1831) va ser un militar nord-català, general de l'exèrcit francès, que es distingí en la lluita a favor de la Revolució en les diverses conteses enfront de la coalició aliada i els contrarevolucionaris.

## Biografia
Entrà a la carrera militar el 30 de juny del 1768, quan s'incorporà com a sotstinent al 27è regiment d'infanteria, el Lionès; sis anys més tard en va ser nomenat tinent i el 1782, capità. Entre el 1779 i el 1783, sota les ordres del baró de Falkenhayn participà en diverses campanyes navals, intervenint en els setges de Maó (1782) i Gibraltar. El 1792 va ser ascendit a tinent-coronel amb comandament sobre el 34è regiment, destinat a Angulema i adscrit a l'armée du Nord sota els generals La Fayette i Dumouriez. Entre l'1 d'agost i el quinze de setembre, Meunier manà el primer batalló de granaders de reserva de l'Exèrcit del Nord i, amb aquests cobrí la retirada de l'Armée du Grand-Pré a Sainte-Menehould. Sota el foc enemic reeixí a recollir tota l'artilleria de posició; combaté contra els prussians i els vencé a l'entrada del Bosc de Senuc; però mentre resistia amb el seu batalló i un esquadró de Chamboran l'atac de set batallons enemics amb cobertura d'artilleria lleugera, rebé al braç dret un tret de mosquet que el ferí greument.
El general en cap, volent recompensar-lo dignament, el nomenà coronel al camp de batalla mateix, amb efectes retroactius al 24 de mes anterior, quan s'havia produït una vacant. Per la seva part, el ministre de la guerra, general Beurnonville, li feu present d'un cavall totalment equipat, com a mostra de consideració del govern. Després de refer-se de les ferides, el nou coronel es reincorporà a l'Exèrcit del Nord, on va fer les funcions de general de brigada, defensant amb 8.000 homes les línies de Pont-à-Marcq i de Mons-en-Pévèle. L'avanç de l'enemic el feu prendre el comandament de la ciutadella de Lilla, on reclutà vuit batallons de lleva per enfrontar-s'hi. Passà després al departament de la Vendée, on encapçalà el primer batalló del 34è regiment de línia. Hoche l'ascendí al generalat de brigada sobre l'escenari mateix de la batalla de Quiberon el 16 de juliol del 1795, i fou confirmat oficialment en el càrrec el 23 d'agost següent. Poc després es feu càrrec d'una de les divisions de l'Exèrcit de les Costes de Brest, que esdevindria Exèrcit de les Costes de l'Oceà (amb l'Exèrcit del Nord, ja esmentat, i el d'Anglaterra, quatre formacions militars franceses de curta vida a finals del segle xviii). Al desembre del 1796 participà en l'intent d'invasió d'Irlanda que dirigí el general Hoche, però el mal temps deixà en no res l'expedició. Va ser destinat a l'Exèrcit d'Anglaterra el 1797 sota les ordres del general en cap Napoleó Bonaparte. Fet membre del Comitè Militar el 13 d'abril del 1798, al 16 d'octubre obtingué la direcció del Dépôt de la Guerre (departament de cartografia i història militar que durant un temps reemplaçà les unitats d'enginyers).
A partir del 2 de desembre del 1799 prengué comandament de l'estratègic departament de Finisterre, on ja havia estat, i es dedicà a fortificar la ciutat de Brest. Juntament amb el general Houdelot combinà l'operació que feu retre el reialista Georges Cadoudal. Passà a fer-se càrrec de la 12a divisió militar el 1802. El 29 d'abril del 1805 va ser nomenat membre d'una comissió que havia de redactar el Codi Militar; quan aquesta es dissolgué sense fruits, el general Meunier, que tenia cura de l'ordenança sobre les maniobres de la infanteria, redactà i presentà al govern el seu treball. S'incorporà a la Grande Armée el 1806, i el 21 de setembre del 1807 es presentà a París per rebre ordres. Va ser posat en situació de disponible el 23 de novembre i el 26 de desembre passà revista a diversos regiments de línia i d'artilleria en substitució del general Mouton, que estava prestant altres funcions. El 30 d'abril del 1808, Napoleó el nomenà inspector d'infanteria de la 21a regió militar i, posteriorment, el destinà a la regió de la Toscana, on comandà el departament de la Mediterrània.
En situació momentània de retir per raons de salut (del 14 d'octubre del 1809 al 21 de juny del 1810), li fou encomanat el comandament de la sucursal dels Invàlids a Lovaina. L'1 de juliol del 1812 li confiaren la direcció de l'Escola Especial Militar de Saint-Cyr. Reemplaçat per ordenança del 30 de juliol del 1814, ascendí a tinent general el 10 d'agost. Al 22 de setembre rebé el comandament del departament de Viena (la 12a. regió militar), i romangué en el post fins al 17 de febrer del 1815. Per decret del 30 de març del mateix any fou nomenat comandant del col·legi militar de la Flèche; es retirà l'1 d'agost següent.
D'entre els molts honors i distincions que rebé es poden esmentar el títol de cavaller de Sant Lluís (1791) i els nomenaments de cavaller (11.12.1803) i comandant (14.6.1804) de la Legió d'Honor. El 19 de març del 1808, Napoleó li atorgà el títol de Baró de l'Imperi i, aparellades, unes rendes a Westfàlia. Publicà alguns escrits de temàtica militar.

## Obres
- Dissertation sur l'ordonnance de l'infanterie Paris: Magimel, an XIII (1805)
- Évolutions par brigades, ou Instruction servant de développement aux manoeuvres de ligne indiquées dans les règlements. Ouvrage dédié au Duc de Berri Paris: Magimel, 1814
- Rapport fait au ministre de la Guerre... sur l'Instruction du général Schauenburg, concernant les exercices et manoeuvres de l'infanterie Paris: au bureau du "Journal militaire", an VII (1799)